# Vildhjarta
Vildhjarta est un groupe de metal progressif suédois, originaire de Hudiksvall. Le nom du groupe, provient d'une édition suédoise de Donjons et Dragons du même nom. Vildhjärta avec trémas signifie « cœur sauvage » en suédois.
Fortement influencé par leurs compatriotes Meshuggah, leur style se veut agressif, caractérisée par des progressions harmoniques mineures, des passages de guitares déstructurés, des cris intermittents entre le death metal et le hardcore, ainsi que des ambiances douces et mélancoliques. Le jeu de la batterie est également d'une grande complexité. Ils furent signés par Century Media Records à l'été 2011.

## Biographie
Le groupe est formé en 2005 par Daniel Bergström, Johan Nyberg et Jimmie Åkerström à Hudiksvall, en Suède. Le groupe fait rapidement parler de lui pour sa nette influence avec le style de Meshuggah et le succès grandissant de groupes comme Periphery, Tesseract ou Animals as Leaders. Vildhjarta passe aussi à la vitesse supérieure en regroupant d'autres musiciens avec Daniel Ädel (chant), Robert Luciani (chant), Calle Thomer (guitare) et David Lindkvist (batterie) qui apportent leurs idées et permettent aux groupes de s'éloigner de ses influences. Vildhjarta prirent environ plus de cinq ans pour bâtir leur style musical. Ainsi, un premier single Omnislash paraît en 2009. Mais c'est véritablement en 2010 que l'aventure prend un nouveau virage en participant à l'Euroblast 2010, jouant aux côtés de grands noms de la scène djent (Monuments, Aliases, Eryn Non Dae et Uneven Structure)[réf. souhaitée] et en annonçant aussi se consacrer à l'écriture du premier album.
En 2011, Vilhelm Bladin remplace Robert Luciani et Vildhjarta signe chez Century Media Records et confirme sa présence à l'Euroblast 2011 pour sortir Måsstaden à la fin de l'année. Pour préparer la promotion de leur premier opus, le groupe décida de lancer 2 vidéoclips, Benblåst et Dagger, presque subséquemment, qui révélèrent leur environnement sombre et déjanté au grand public. Leur premier opus, Måsstaden, est un album-concept qui « raconte l'histoire d'une ville cachée et isolée, raconté à la manière d'une fable[réf. souhaitée]. » Ils doivent leurs inspirations aux Moumines et au Le Livre de la jungle,. Il est bien accueilli par la presse spécialisée. Le 20 avril 2012, Jimmie Åkerström quitte le groupe. Le groupe part en tournée européenne avec Veil of Maya, Volumes et Structures en mai la même année.
À la fin de 2012, le groupe annonce un nouvel EP intitulé Thousands of Evils, qui sera publié le 30 septembre 2013 en Europe.
À la veille 2015, le groupe annonce un nouvel album studio. En septembre 2016, Vildhjarta publie un clip d'une minute.

## Tournées
Vildhjarta joue dans plusieurs pays dont la Suède, la Finlande, la Norvège, l'Angleterre, l'Allemagne, la Russie et l'Inde.

## Membres

### Membres actuels
- Calle Thomér – guitare (depuis 2009)
- Vilhelm Bladin – chant (depuis 2011)
- Buster Odeholm – batterie (depuis 2014), basse (depuis 2021)

### Anciens membres
- Daniel Bergström – guitare (2005–2025)
- Jimmie Åkerström – guitare, effets sonores (2005–2012)
- Johan Nyberg – basse (depuis 2005–2021)
- David Lindkvist – batterie (2008–2014)
- Daniel Ädel – chant (2008–2016)
- Robert Luciani – chant (2008–2011)

## Discographie

### Albums studio
- 2011 : Måsstaden
- 2021 : Måsstaden Under Vatten
- 2025 : + där skogen sjunger under evighetens granar +

### Démos et EP
- 2009 : Omnislash
- 2013 : Thousands of Evils (EP)

### Singles
- 2023 : + den spanska känslan +
- 2023 : + ylva +
- 2023 : + kristallfågel+
- 2025 : + sargasso +
- 2025 : + ? regnet, the ? +